# Kawasaki Ki-10
Kawasaki Ki-10  (яп. 川崎機10 Кавасаки Ки-дзю:) — истребитель-биплан, разработанный фирмой Kawasaki под руководством Такэо Дои. Полное обозначение — истребитель армейской авиации «Тип 95»  (яп. 九五式戦闘機 Кю:го-сики Сэнто:ки). Первый полёт прототипа состоялся в марте 1935 года, самолёт был принят на вооружение Императорской армии Японии в 1935 году. В ВВС СССР носил условное обозначение И-95, получил кодовое имя ВВС союзников Perry («Пэрри»).

## История
В 1920-е годы Япония не имела собственной школы самолётостроения и сильно отставала в развитии авиации. В это время Германия, обладавшая большим количеством высококвалифицированных авиаинженеров, по условиям Версальского договора, не имела право строить военные самолёты. Фирма Kawasaki решила прибегнуть к помощи иностранных специалистов и пригласила на должность главного конструктора немецкого инженера Рихарда Фогта. За время работы в конструкторском бюро фирмы немецкий специалист успел подготовить коллектив способных авиационных специалистов.
В сентябре 1934 года фирма Kawasaki получила задание от командования армейской авиации спроектировать истребитель-биплан, а фирма Nakajima истребитель-моноплан. Первому проекту было присвоено армейское обозначение Ki-10, а второму Ki-11. В марте 1935 года прототип Ki-10 совершил первый полёт. При проведении сравнительных испытаний истребителей Kawasaki Ki-10 и Nakajima Ki-11, предпочтение было отдано Ki-10 с его лучшей манёвренностью, хотя по скорости он уступал Ki-11.
Выявленные при испытаниях недостатки и замечания исправили на других опытных образцах. Второй прототип имел мелкие улучшения, а основные изменения специалисты фирмы внесли в конструкцию третьего и четвёртого прототипов. На третьем установили трёхлопастный металлический винт и использовали потайную клепку для крепления обшивки. На четвёртом прототипе, для улучшения устойчивости, увеличили поперечное V крыла.
Истребитель Ki-10-1 был принят на вооружение и получил обозначение «Истребитель армейский Тип 95 модель 1». С фирмой Kawasaki был заключен контракт на поставку 320 экземпляров. Серийные самолёты были идентичны третьему прототипу. Всего с декабря 1935 года по октябрь 1937 года в войска было поставлено 300 самолётов Ki-10-1. В войска самолёт начал поступать с декабря 1935 года. Военные пилоты высоко оценили манёвренность и скороподъёмность нового истребителя, но отмечали недостаточную путевую устойчивость, затруднявшую прицеливание и ведение огня. В октябре 1937 года фирмой «Kawasaki» была представлена новая модификация, получившая наименование Ki-10-II. Проведенная модернизация позволила улучшить маневренность и путевую устойчивость самолёта. До окончания производства этого самолёта, в декабре 1938 года, было изготовлено ещё 290 экземпляров Ki-10-II.

## Конструкция
Истребитель Kawasaki Ki-10 был классическим бипланом с открытой кабиной, имел неубирающиеся трёхстоечное шасси с хвостовой опорой, цельнометаллический каркас с полотняной обшивкой.
Фюзеляж — полумонокок в сечении близко к овальному. Силовой каркас пространственная металлическая сварная рама. Обшивка работающая, дюралевые листы крепились к каркасу внахлёст с помощью потайной клёпки. Для уменьшения аэродинамического сопротивления стыки шпаклевались и покрывались толстым слоем краски и лака. Кабина пилота открытая с хорошим обзором, от набегающего потока пилота защищал небольшой козырёк.
Крылья — бипланная коробка. Размах верхнего крыла больше нижнего. Крылья двухлонжеронные прямоугольные в плане с закруглёнными законцовками. Верхнее крыло неразъёмное крепится к фюзеляжу на двух N-образных стойках. Нижнее крыло состоит из центроплана и двух отъёмных консолей. Консоли установлены с поперечным V равным 4 градуса. Основной силовой элемент крыла два дюралевых клепаных лонжерона. Жесткость бипланной коробке обеспечивалась металлическими каплевидными стойками и ленточными растяжками. Передняя кромка крыльев, до первого лонжерона обшивалась фанерой, остальнаяя часть полотном. На Ki-10-II носки крыльев дюралевые. Механизация крыла — элероны, снабжённые триммерами, переставляемыми на земле. Элероны устанавливались только на верхнем крыле. Обшивка элеронов полотняная. Проводка управления элеронами жёсткая.
Хвостовое оперение — цельнометаллическое классическое свободнонесущее. На рулях высоты устанавливались металлические триммеры (флетнеры), переставляемые на аэродромах. Конструкция киля интегрирована в конструкцию фюзеляжа. Обшивка киля и стабилизатора — дюралевые листы. Обшивка рулей полотняная. Проводка управления рулями высоты жёсткая, рулём направления тросовая.
Шасси — трёхопорное с хвостовым костылем. Колёса шасси устанавливались на полуосях и крепились к фюзеляжу на пирамидальных подкосах. Колёса с пневматиками низкого давления снабжены барабанными колодочными тормозами с механическим приводом. Амортизация подкосов и самооринтирующегося хвостового костыля пружинно-масляная. Для уменьшения аэродинамического сопротивления колёса защищены обтекателями.
Силовая установка — поршневой 12-цилиндровый двухрядный двигатель жидкостного охлаждения, с приводным центробежным нагнетателем, Kawasaki Ha-9-IIa (лицензионный BMW- IX) мощностью 850 л. с. Воздушный винт металлический трёхлопастный с регулировкой шага на земле. Диаметр винта 2,9 м. Носок вала винта снабжён храповиком для запуска двигателя с помощью стартера. Топливо располагалось в трёх баках — два в фюзеляже и один в крыле, общий объём 446 литров. В передней части фюзеляжа между коком винта и двигателем установлен кольцевой маслобак, ёмкостью 25 литров, с наружными рёбрами охлаждения. Радиатор системы охлаждения двигателя был расположен в обтекателе под фюзеляжем. Приток воздуха регулировался створками жалюзи. Ёмкость системы охлаждения 50 литров.
Вооружение — два синхронных пулемёта Vickers калибра 7,7 мм установленных в верхней части фюзеляжа между двигателем и кабиной. Боекомплект 450 патронов на ствол. Прицел телескопический проходил через козырёк кабины. Гашетка находилась на рычаге газа.
Пилотажно-навигационное оборудование позволяло совершать ночные полёты.

## Боевое применение
Использовался в конце 1930-х годов в боевых действиях в Китае и, ограниченно, в начале Второй мировой войны на Тихом океане.
Поставки Ki-10 в авиационные части Императорской армии начались весной 1936 года, В период с 1936 по 1938 годы эти самолёты составляли основу истребительной авиации японской армии. Они принимали активное участие во время японо-китайской войны и в конфликте на Халхин-Голе. Союзники присвоили этому японскому истребителю кодовое наименование «Перри». Ki-10 базировались на островах метрополии, в Корее, Тайване и на оккупированной Маньчжурии. Во время японо-китайской войны японским истребителям Ki-10 противостояли китайские истребители американского производства Curtiss Hawk II. Несмотря на храбрость китайских пилотов Ki-10 обеспечил японцам полное господство в воздухе.
К началу войны на Тихом океане самолёты Ki-10 устарели и были выведены из передовых частей в тыл. С 1940 до 1942 года они использовались в системе ПВО. Часть самолётов передали лётным школам, где они служили до 1945 года, пока не были отправлены на слом ввиду полной изношенности.